# کیمل (ایندیانا)
کیمل (به انگلیسی: Kimmell) یک منطقهٔ مسکونی در ایالات متحده آمریکا است که در شهرستان نوبل، ایندیانا واقع شده‌است. کیمل ۲۷۹ متر بالاتر از سطح دریا واقع شده‌است.